# KBS 2TV 금요 드라마
KBS 2TV 금요 드라마는 대한민국의 KBS 2TV에서 매주 금요일에 방송되었던 TV 드라마 작품이다.

## 작품 리스트
|  | - 아래의 텔레비전 드라마 중 2002년 11월 이후에 시청 가능 연령을 표시하는 드라마 등급 제도를 의무적으로 시행하고 있습니다. - 2017년 3월 1일부터 TV 프로그램 등급 표시 외에 주제, 폭력성, 선정성, 언어, 모방 위험 등 분류 사유 표시를 의무적으로 시행하고 있습니다. |

### 1980년대
- 《신촌 억순이》 : 1981년 4월 10일 ~ 1981년 8월 7일
- 《형사》 : 1981년 9월 11일 ~ 1982년 2월 12일, 1983년 4월 1일 ~ 1983년 8월 19일
- 《전설의 고향》 : 1981년 9월 11일 ~ 1982년 1월 22일
- 《갈매기처녀》 : 1983년 8월 26일 ~ 1983년 12월 23일
- 《영산강》 : 1984년 1월 6일 ~ 1984년 3월 30일
- 《드라마게임》 : 1984년 4월 6일 ~ 1992년 4월 3일 - 단막극
- 《형사기동대》 : 1984년 4월 6일 ~ 1985년 4월 19일
- 《형사 25시》 : 1986년 11월 7일 ~ 1987년 10월 9일
- 《제7병동》 : 1988년 5월 6일 ~ 1989년 3월 3일

### 1990년대
- 《사랑마을 사람들》 : 1992년 4월 10일 ~ 1992년 11월 6일
- 《비가비》 : 1992년 11월 13일 ~ 1993년 4월 30일
- 《미스터리 멜로 금요일의 여인》 : 1993년 5월 7일 ~ 1993년 10월 14일
- 《신세대 보고 - 어른들은 몰라요》 : 1997년 10월 24일 ~ 1997년 11월 21일
- 《금요극장》 : 1997년 10월 31일 ~ 1997년 11월 21일 - 단막극
- 《부부클리닉 사랑과 전쟁》 : 1999년 10월 22일 ~ 2009년 4월 17일

### 2010년대
- 《부부클리닉 사랑과 전쟁 2》 : 2011년 11월 11일 ~ 2014년 8월 1일
- 《하이스쿨 러브온》 : 2014년 7월 11일 ~ 2014년 12월 19일
- 《스파이》 : 2015년 1월 9일 ~ 2015년 3월 6일
- 《드라마 스페셜 (2015)》 : 2015년 3월 13일 ~ 2015년 4월 3일, 2015년 7월 31일 ~ 2015년 8월 28일 - 단막극
- 《오렌지 마말레이드》 : 2015년 5월 15일 ~ 2015년 7월 24일
- 《웹드라마 스페셜》 : 2015년 6월 12일 ~ 2015년 7월 3일 - 단막극 + 자정 이후 다음날
- 《드라마 스페셜 (2018)》 : 2018년 9월 14일 ~ 2018년 11월 16일 - 단막극

### 2020년대
- 《이미테이션》 : 2021년 5월 7일 ~ 2021년 7월 23일
- 《드라마 스페셜 (2021)》 : 2021년 10월 22일 ~ 2021년 12월 24일 - 단막극
- 《트웰브》: 2025년 8월 ~ 방송 예정
- 《은애하는 도적님아》: 2026년 1월  ~ 방송 예정

## 같이 보기
- SBS 금요 드라마
- 채널A 금요 드라마
- tvN 금요 드라마
- KBS 1TV 금요 드라마